# 迪安·腊斯克

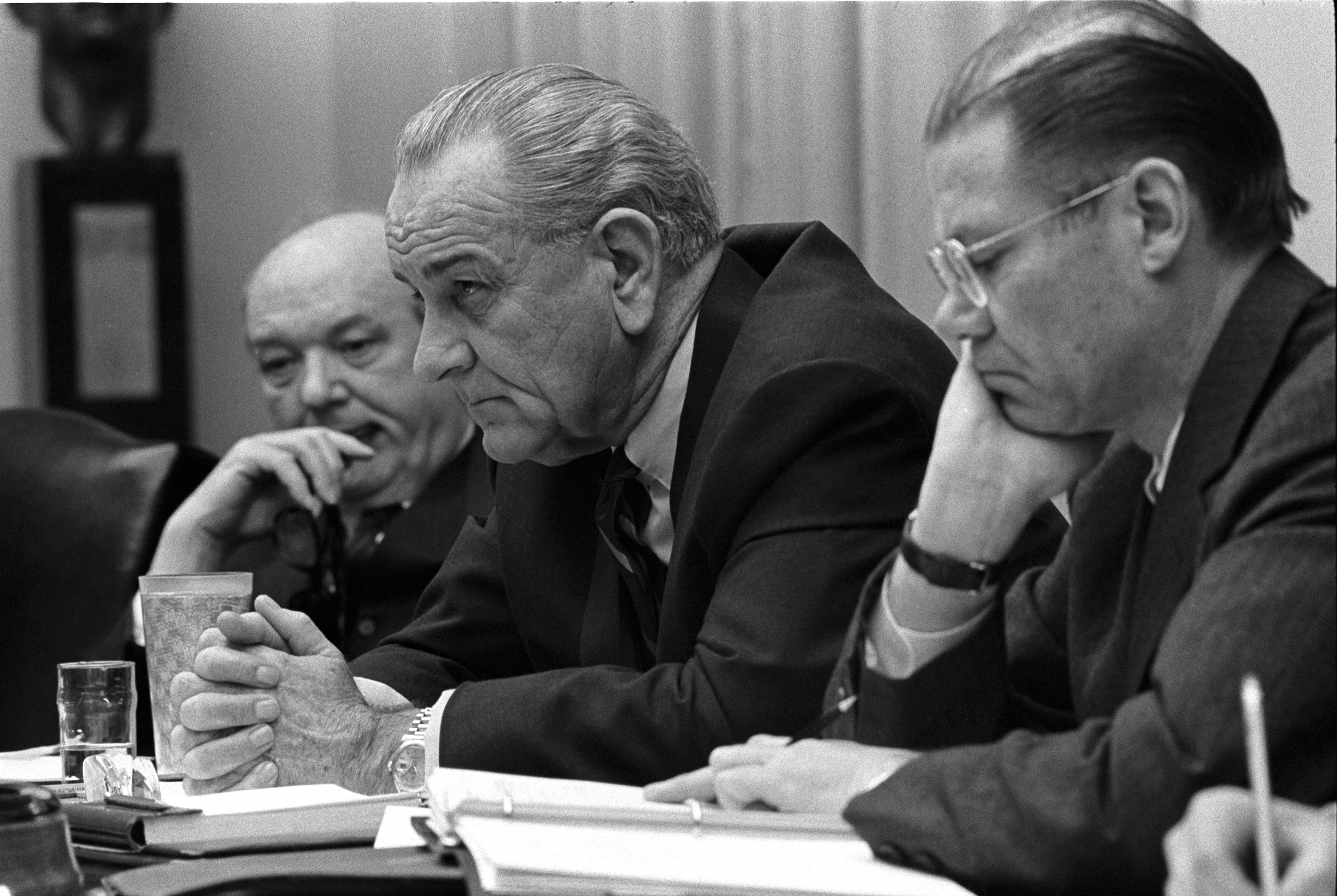
迪安·腊斯克与林登·约翰逊和罗伯特·麦克纳马拉

戴维·迪安·腊斯克（David Dean Rusk，1909年2月9日—1994年12月20日），美国教授、政治人物，美国民主党人，曾任美国国务卿（1961年-1969年）。

## 早期生活
腊斯克出生于佐治亚州切罗基县的一个救济农场，在亚特兰大公立学校接受教育。1925年高中毕业后，腊斯克在亚特兰大做了两年律师，后进入戴维森学院学习。1933年，腊斯克获得罗兹奖学金，前往英国牛津大学圣约翰学院深造。
1934年至1940年，腊斯克在加利福尼亚州奥克兰米尔斯学院任教。1940年，腊斯克在加利福尼亚大学伯克利分校获得法律学位。
1937年6月9日，腊斯克与弗吉尼亚·福伊西结婚，婚后育有三个孩子。

## 1961年前职业生涯
第二次世界大战中，腊斯克加入步兵，成为后备上尉，在中缅印战区担任非作战军官。战争结束时，腊斯克已是上校。
回到美国后，腊斯克在美国战争部短期任职。1945年2月，腊斯克进入美国国务院，负责联合国相关事务工作。1949年，腊斯克被任命为美国副助理国务卿。1950年，腊斯克成为远东事务助理国务卿，参与撰写1949年《与中国关系白皮书》。在美国决定涉入朝鲜战争的决策过程中发挥重要影响。腊斯克是一个谨慎的外交家，习惯寻求国际支持。
1950年至1961年，腊斯克是洛克菲勒基金会董事会成员，1952年接替切斯特·L·巴纳德出任基金会主席。

## 国务卿

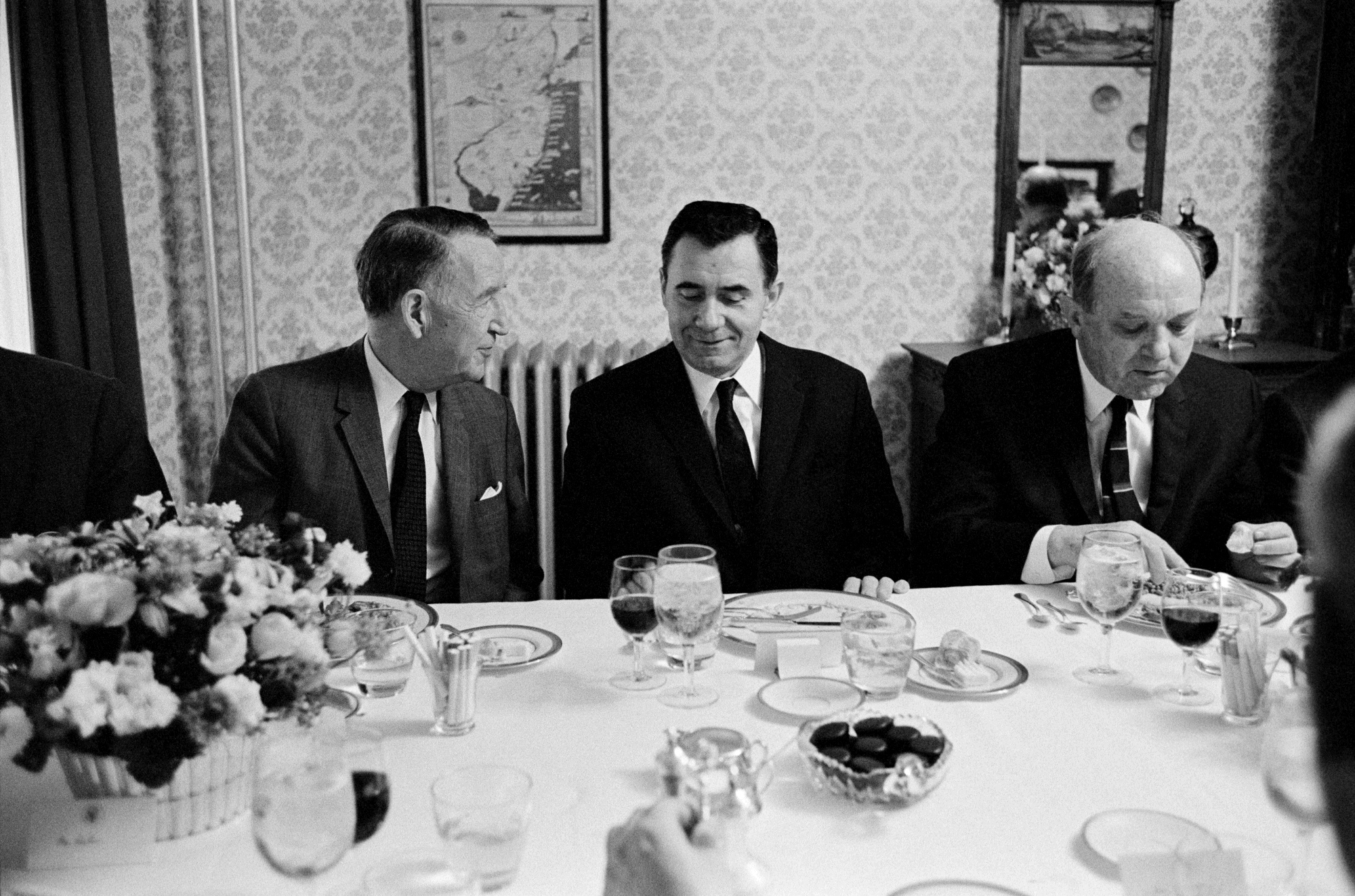
从左到右：卢埃林·汤普森、苏联外交部长安德烈·安德烈耶维奇·葛罗米柯和迪安·腊斯克

1960年12月12日，美国民主党当选总统约翰·F·肯尼迪任命腊斯克为国务卿，1961年1月宣誓就职。
作为国务卿，腊斯克赞成使用军事行动来与共产主义斗争。在古巴导弹危机期间，腊斯克支持进行外交努力。在任期早期，腊斯克对美国干涉越南事务表示强烈怀疑，但其在公开场合对越南战争中美军行动的辩护又使之成为反战人士的目标。除了反对共产主义外，腊斯克继续实行洛克菲勒基金会的理念援助发展中国家，并支持低关税政策以促进全球贸易发展。
在自传中，腊斯克回忆与肯尼迪总统关系并不好，几次提交辞职申请，但都被退回。约翰·F·肯尼迪遇袭后，腊斯克向新总统林登·B·约翰逊提交辞职申请。约翰逊挽留了腊斯克，两人还成为好友。
1966年2月，法国总统夏尔·戴高乐宣布退出北大西洋公约组织并命令所有美军离开法国。约翰逊总统令腊斯克向戴高乐询问是否埋葬在法国的美军士兵遗体也必须离开，腊斯克在后来的自传中回忆说戴高乐并未予以回应。
1967年，腊斯克再次提出辞呈，原因是其女佩吉计划与美国国家航空航天局的一名黑人工作人员盖伊·史密斯成婚，但约翰逊总统没有批准。

## 退休生活
1969年，腊斯克获得西尔韦纳斯·塞耶奖和总统自由勋章。
1970年至1984年，腊斯克在佐治亚州阿森斯的佐治亚大学法学院教授国际法。
腊斯克在回憶錄裡說，1951年《舊金山和約》簽約會議中，時任美國助理國務卿的他想出一些他自認「蠻橫的」、特別的會議程序規則，阻止蘇聯及其盟友對《舊金山和約》施加影響：「（這些程序規則使蘇聯及其盟友不能行使其否決權。）在會議期間，蘇聯及其盟友提議修改的任何努力都會被作為東道國外交部長（国务卿）主持會議的迪安·艾奇逊否決，艾奇遜主持的第一項決議就是決定議事日程。此項完成後，蘇聯的修改提議不被接納，因為程序規則表明本次會議的目的只是通過和平條約。蘇聯人花了三天時間才弄清發生了什麼事，最後他們退出會場；……我不責備他們，這些程序規則是蠻橫的。想起我自己在這些會議策略中所扮演的角色，使我臉紅。」